# 蓬傑什蒂鄉
46°42′N 27°20′E / 46.700°N 27.333°E
蓬傑什蒂鄉（羅馬尼亞語：Comuna Pungești, Vaslui），是羅馬尼亞的鄉份，位於該國東北部，由瓦斯盧伊縣負責管轄，面積71平方公里，海拔高度190米，2007年人口3,472，人口密度每平方公里49人。